# Jonathan Coleman (político)
Jonathan David Coleman (n. 23 de septiembre de 1966) es un político neozelandés adscrito al Partido Nacional de Nueva Zelanda, y que ocupa actualmente los cargos de Ministro de Defensa y Servicios Estatales, además de ser miembro del Parlamento por Northcote desde 2005.